# 鈴木亘
鈴木 亘（すずき わたる、1970年（昭和45年）9月21日 - ）は、日本の経済学者。専門は、社会保障・医療経済学・福祉経済学。学習院大学経済学部教授。博士（経済学）（大阪大学、2001年）。

## 略歴

### 学歴等
- 1989年 渋谷教育学園幕張高等学校卒業
- 上智大学経済学部経済学科入学（兼光秀郎ゼミ、八代尚宏ゼミ）
- 日本経済研究センター リサーチ・アシスタント（八代尚宏主任研究員付）
- 1994年 上智大学経済学部経済学科卒業
- 1994年 日本銀行入行（考査局経営分析グループ、京都支店、調査統計局調整統括グループ、計量分析グループ）
- 1998年 日本銀行退職
- 1998年 大阪大学大学院博士前期課程入学（八田達夫ゼミ）
- 1999年 修士（経済学）（飛び級）
- 1999年 大阪大学大学院博士後期課程入学（チャールズ・ユウジ・ホリオカゼミ）
- 2000年 大阪大学社会経済研究所助手、それに伴い後期課程単位取得退学
- 2001年 日本経済研究センター研究員
- 2001年12月 博士（経済学）（大阪大学）
  - 博士論文 『高齢化に対応した社会保険財政の改革に関する4つの論点』[2]
  - 主査 チャールズ・ユウジ・ホリオカ 副査 齊藤愼、大竹文雄

### 教職等
- 2002年 大阪大学大学院国際公共政策研究科助教授
- 2002年 日本経済研究センター副主任研究員
- 2004年 東京学芸大学教育学部助教授
- 2006年 東京学芸大学教育学部准教授（名称変更）
- 2008年 学習院大学経済学部経済学科准教授
- 2009年 - 学習院大学経済学部経済学科教授

### 審議会・研究会等
- 東京都社会福祉審議会臨時委員
- 東京都児童福祉審議会専門委員
- 雑誌「ホームレスと社会」編集委員
- 2012年3月27日 - 大阪市特別顧問
- 2024年2月29日 - 第213回国会衆議院予算委員会公聴会公述人[3]

## 受賞
- 1996年 平成8年度日本不動産学会賞
- 2008年 第51回日経・経済図書文化賞
- 2009年 第9回日経BP・BizTech図書賞
- 2010年 第1回政策分析ネットワーク賞（奨励賞）

## 主張
消費税増税について「消費税増税に反対だ。不安解消どころか、消費税増税が仇となって社会保障費ばらまきの道を開いてしまう」と述べている。
伊藤元重が提案した"死亡消費税"に賛成している。

## 著書
- 『東京問題の経済学』（八田達夫、八代尚宏 編著）（東京大学出版会、1995年2月 ISBN 4130401440）
  - 平成8年度日本不動産学会賞
- 『生活保護の経済分析』（阿部彩、國枝繁樹、林正義と共著）（東京大学出版会、2008年3月 ISBN 9784130402385）
  - 第51回日経・経済図書文化賞
- 『だまされないための年金・医療・介護入門』（東洋経済新報社、2009年2月 ISBN 9784492701232）
  - 第9回日経BP・Biz Tech図書賞、第一回政策分析ネットワーク賞（奨励賞）
- 『年金は本当にもらえるのか？』（筑摩書房（ちくま新書）、2010年7月7日 ISBN 9784480065612）
- 『社会保障の「不都合な真実」』（日本経済新聞出版社、2010年7月16日 ISBN 9784532354237）
- 『財政危機と社会保障』（講談社（講談社現代新書）、2010年9月 ISBN 9784062880688）
- 『日本経済「余命3年」 〈徹底討論〉財政危機をどう乗り越えるか』（竹中平蔵、池田信夫、土居丈朗と共著）（PHP研究所、2010年12月 ISBN 9784569792910）
- 『成長産業としての医療と介護』（八代尚宏との共編）（日本経済新聞出版社、2011年11月 ISBN 9784532134150）